# Pitschgau

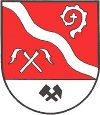
Wappen der früheren Gemeinde Pitschgau

Pitschgau ist ein Ort in der Weststeiermark. Er war bis Ende 2014 eine Gemeinde mit 1568 Einwohnern (Stand 2014) im Bezirk Deutschlandsberg in der Steiermark. Im Rahmen der steiermärkischen Gemeindestrukturreform wurde Pitschgau mit den Gemeinden Aibl, Eibiswald, Großradl, St. Oswald ob Eibiswald und Soboth zur Marktgemeinde Eibiswald zusammengeschlossen. Grundlage dafür ist das Steiermärkische Gemeindestrukturreformgesetz – StGsrG. Eine Beschwerde, die von der Gemeinde gegen die Zusammenlegung beim Verfassungsgerichtshof eingebracht wurde, war nicht erfolgreich.

## Geographie

### Lage
Pitschgau liegt in der Südweststeiermark im Saggautal am Fuße der Koralpe und besteht aus vier Katastralgemeinden (Hörmsdorf im Westen, Haselbach im Süden, Bischofegg im Osten und Pitschgau im Norden). Die Ortschaft wird von der Saggau durchflossen, in die mehrere Bäche aus dem Gebiet wie der Haselbach und der Tombach münden. Erhebungen in Pitschgau sind Rettenberg, Toniberg, Lateinberg und Höllberg.

### Nachbarorte
| Wies      |                                             | Sulmeck-Greith |
| Aibl      | Kompassrose, die auf Nachbargemeinden zeigt | Oberhaag       |
| Eibiswald | Großradl                                    |                |

## Geschichte
Erste archäologische Funde auf dem Gemeindegebiet stammen aus der Römerzeit, jedoch wird eine erste Besiedelung des Gebietes in der Hallstattzeit vermutet. Aus der Römerzeit stammen die Hügelgräber bei Haselbach und Hörmsdorf. Erstmals urkundlich erwähnt wurde Pitschgau im Jahr 1170, als Erzbischof Adalbert III. von Salzburg den Besitzstand der Pfarre Leibnitz bestätigte.
In der Ortschaft Lateinberg liegt das „Pfaffenkraner-Waldschloss“: Dabei handelt es sich um ein Erdwerk, das einen ca. 60 Meter im Durchmesser großen Erdhügel mit einer gegen Norden gerichteten ca. 20 mal 9 Meter messenden Geländestufe (Berme) bildet. Diese Geländestufe wird als Vorwerk gesehen. Mauerreste und andere Hinweise auf Gebäude sind nicht vorhanden. Welchem Zweck die Anlage diente, ist unbekannt. Die Meinung, es handle sich um eine vorchristliche, römerzeitliche Kultstätte wird abgelehnt, bisher wurden nur Funde aus dem Mittelalter bekannt. Es wird für möglich gehalten, dass die Anlage mit einer südlich gelegenen mittelalterlichen Siedlung in Verbindung stand, deren Reste um 1990 beobachtet worden waren. Ob es sich bei dieser Siedlung um den „Hof in der Ladein“ handelt, der 1318 vom Bischof von Seckau an Jakob aus der Ladein verlehnt wurde, oder ob das Pfaffenkraner-Waldschloss in Verbindung mit einer der weiter südlich in der Gemeinde Großradl liegenden Turmburgstellen stand, ist nicht belegt.
Der Namensbestandteil „Latein-“ in den Ortsbezeichnungen Lateindorf, Oberlatein, Lateinberg hat nichts mit der lateinischen Sprache zu tun, sondern wird aus einem slowenischen Wort „ledina“ für Neuland, unbebautes Land, Brachfeld abgeleitet und auf das aus dem Urslawischen erschlossene „*lędo“ zurückgeführt.
Über einem Abhang beim Ort Bischofegg stand die Burg Bischofegg. Diese Burg wurde 1305 von Bischof Ulrich von Paldau erbaut. Nördlich von ihr liegt ein Hügel, der als Standort des Vorläufers der Burg betrachtet wird. Er hat auf seinem Gipfelplateau noch einen Durchmesser von ca. 16 mal 20 Metern. Gebäudereste sind nicht dokumentiert. Der Hügel gehört zum Typus des mittelalterlichen Turmhügels in Form einer reinen Holz-Erde-Anlage, die im Rahmen der Fehde zwischen Heinrich von Hohenlohe und dem Stift Seckau im Jahr 1302 zerstört worden sein dürfte. Die danach neu erbaute Burg wurde nicht mehr am alten Standort, sondern weiter südlich auf dem Geländesporn über dem Dorf Bischofegg errichtet. Das nahezu viereckige Grundstück Nr. 264 wird als Standort dieser Anlage betrachtet. Sie wurde 1815 als „merkwürdige Schlossruine“ betrachtet, zumindest ab damals wurden ihre Steine als Baumaterial anderer Gebäude verwendet. Ihr Gelände steht unter Denkmalschutz. Funde befinden sich im Burgmuseum Deutschlandsberg.

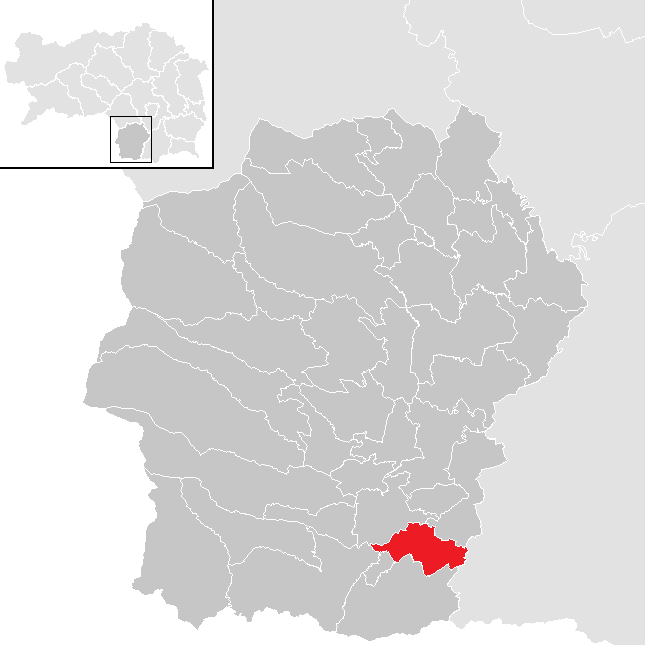
Lage der früheren Gemeinde Pitschgau im Bezirk Deutschlandsberg mit den Gemeindegrenzen bis Ende 2014

Das Gebiet von Pitschgau wurde von verschiedenen Grundherrschaften verwaltet. Bischofegg trug ursprünglich den Namen Ätzleinsdorf. Ursprünglich standen die beiden Dörfer Bischofegg und Pitschgau beinahe 500 Jahre unter der grundherrschaftlichen Verwaltung des Bistums Graz-Seckau, wobei die Burg Bischofegg Mittelpunkt sowie Amts- und Gerichtssitz der gleichnamigen bischöflichen Herrschaft war. Die Bischöfe von Seckau hielten sich mehrfach, besonders im 14. Jahrhundert häufig, zur Jagd und aus Anlass der Weinlese in Bischofegg auf. Haselbach gehörte im Gegenzug zum Lehen der Herrschaft Mureck, Hörmsdorf zum Lehen der Herrschaft Murau. Im 16. Jahrhundert wurden Hörmsdorf und Haselbach erstmals unter einer gemeinsamen Grundherrschaft vereint. Zunächst waren die beiden Orte von Schrampf von Aichberg gekauft worden, der diese 1627 an die Mörsperg verkaufte. Diese gliederten die beiden Orte in Herrschaft Eibiswald ein, in der sie bis zur Aufhebung der Grunduntertänigkeit im Jahre 1848 verblieben.
Einem Brand am 2. Juli 1886 fielen mit ungefähr 10 Häusern die Hälfte der Gebäude des Ortes ganz oder teilweise zum Opfer.
Eine wichtige Rolle für Pitschgau spielte der Bergbau auf Glanzkohle (eine Form von Braunkohle) im frühen 20. Jahrhundert. Im Gebiet von Hörmsdorf wurde durch den Charlotte-Marie-Schacht zwischen 1905 und 1920 Kohle im industriellen Ausmaß gefördert, nachdem bereits seit 1792 nachweislich in dieser Gegend Kohle gefördert worden war. 1915 wurde der Charlotte-Marie Schacht als staatlich geschütztes Unternehmen erklärt. Bei der Schließung des Charlotte-Marie-Schachtes aus wirtschaftlich-technischen Gründen musste eine bedeutende Menge an Kohle im Berg verbleiben. Die Gründe dafür sind in einer parlamentarischen Anfragebeantwortung festgehalten. Es wurde später nach dem Zweiten Weltkrieg mit neueren technischen Mitteln versucht, den Abbau wieder in Gang zu bringen. 1965 musste der Abbau aber aus wirtschaftlichen Gründen endgültig aufgegeben werden. Das Siedlungsgebiet Kolonie-Hörmsdorf, das aus der Zeit des Kohleabbaus im frühen 20. Jahrhundert stammt, zeugt heute noch von der einstigen Bedeutung des Kohleabbaus.

## Bevölkerung

### Bevölkerungsstruktur
Pitschgau hatte laut Volkszählung 2001 1.631 Einwohner. 97,0 % der Bevölkerung besaßen die österreichische Staatsbürgerschaft. Zur römisch-katholischen Kirche bekannten sich 96,2 % der Einwohner, 2,3 % waren ohne religiöses Bekenntnis.

### Bevölkerungsentwicklung
Bedingt durch den Aufschwung des Kohlebergbaus stieg die Bevölkerungszahl zwischen 1869 und 1910 stark an. Im Vergleich lebten 1910 56 % mehr Menschen in Pitschgau. Durch den Niedergang des Kohlebergbaus begann die Bevölkerungszahl jedoch ab den 20er Jahren wieder zu schrumpfen. Dieser Prozess dauerte bis zum Zweiten Weltkrieg, wo die Bevölkerungszahl auf das Niveau von 1880 sank. Danach kehrte sich dieser Trend wieder um und die Bevölkerung wuchs bis in die 70er Jahre an. Seitdem stagniert das Bevölkerungswachstum.

## Kultur und Sehenswürdigkeiten
Siehe auch: Liste der denkmalgeschützten Objekte in Eibiswald
Das Lateinberger Bauernmuseum „HOARA“ in Haselbach bietet über 1000 Exponate bäuerlicher und gewerblicher Gerätschaften aus der Weststeiermark. Eine weitere Sehenswürdigkeit ist die 1873 errichtete Dorfkapelle von Pitschgau, die über einen, für die Region seltenen Blechaltar verfügt.

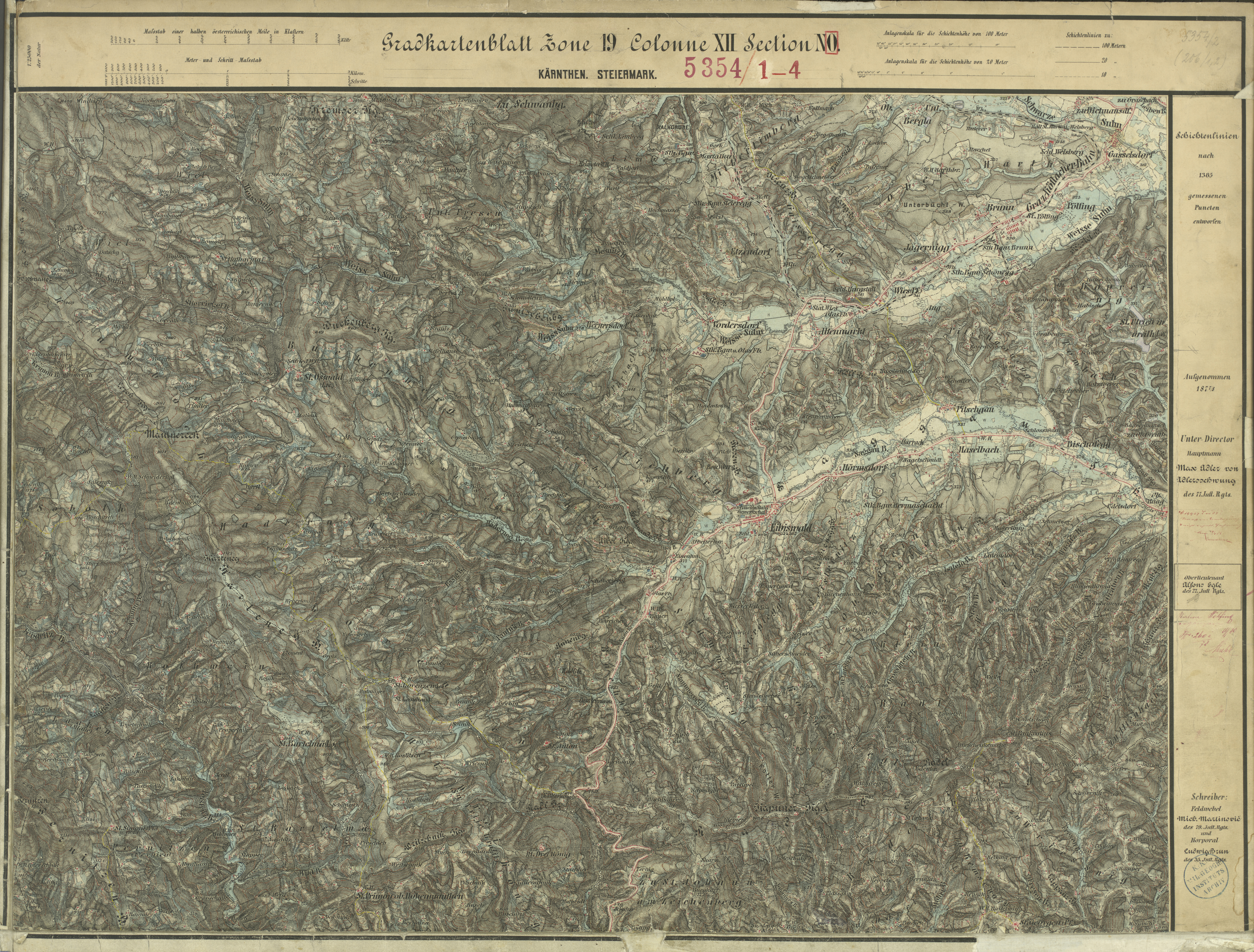
Pitschgau und seine Umgebung um das Jahr 1878

Die Sunki-Kapelle am Höllberg bei Hörmsdorf (46° 42′ N, 15° 16′ O) wurde 1850 erbaut und 1975 renoviert. Ihr Name stammt vom Bauernhof vlg. Sunki, auf dessen Grund sie sich befindet. Osterspeisensegnungen und Totengedenken werden bei ihr abgehalten. Eine weitere Renovierung umfasste von Mai bis November 2022 Trockenlegung, Dachsanierung, Pflasterung usw.

## Wirtschaft und Infrastruktur
Laut Arbeitsstättenzählung 2001 gab es 37 Arbeitsstätten mit 223 Beschäftigten in Pitschgau sowie 605 Auspendler und 126 Einpendler. Wichtigster Arbeitgeber ist die Baubranche, gefolgt von Handel und Sachgütererzeugung. Es gibt 92 land- und forstwirtschaftliche Betriebe (davon 29 im Haupterwerb), die zusammen 977 ha bewirtschaften (1999).

## Politik

### Gemeinderat
Die SPÖ konnte bei den Gemeinderatswahlen ihre Dominanz in Pitschgau weiter ausbauen. Verfügte sie 2000 bereits über 63,66 %, so konnte sie sich 2005 auf 71,95 % steigern und ein Mandat hinzugewinnen. Die ÖVP kam 2005 auf 28,05 %, was einen Verlust von 1,55 % darstellte. Jedoch konnte die ÖVP ihren Mandatsstand halten. Die FPÖ, die 2000 noch 6,7 % hatte, trat 2005 nicht mehr an.

### Wappen
Das Recht zur Führung des Gemeindewappens erhielt die damalige Gemeinde Pitschgau am 1. Jänner 1957. Das Wappen zeigt dabei am Schildfuß im unteren Drittel des Wappens auf weißem Grund das Bergwerkszeichen „Schlägel und Eisen“, dass den früheren Kohlenabbau symbolisiert. Die oberen zwei Drittel des Wappens sind mit rotem Grund ausgeführt und werden von einem silbernen Schrägrechtswellenbalken geteilt, der von links oben nach rechts unten verläuft. Der Schrägrechtswellenbalken war Bestandteil des Wappens der Grafen von Schrottenbach, die einst Herren von Hörmsdorf und Haselbach waren. Des Weiteren symbolisiert der Balken die Saggau, die die Gemeinde durchfließt. Im rechten, oberen Teil der vom Balken geteilten Fläche befindet sich die Krümme eines Bischofstabes, die die ehemalige, bischöflich seckauische Grundherrschaft von Bischofegg und Pitschgau symbolisiert. Die gekreuzten Fackeln im linken, unteren Teil symbolisieren hingegen die frühere Zugehörigkeit der Orte Hörmsdorf und Haselbach zur Herrschaft Eibiswald.